# Philippine American Football League 2016-2017
La Philippine American Football League 2016-2017 è stata la 7ª edizione del campionato filippino di football americano di primo livello, organizzato per la prima volta dalla PTFL.

## Squadre partecipanti
| Club                | Città    | Stadio | Sponsor ufficiale | Risultato nella stagione 2015 |
| ------------------- | -------- | ------ | ----------------- | ----------------------------- |
| Manila Datu         | Manila   |        |                   |                               |
| Manila Outlaws      | Manila   |        |                   |                               |
| Manila Rough Riders | Manila   |        |                   |                               |
| Manila Wolfpack     | Manila   |        |                   |                               |
| Olongapo Warriors   | Olongapo |        |                   |                               |

## Stagione regolare

### Calendario

#### 1ª giornata
| 23 ottobre 2016 | Manila Datu | 24 – 0 | Manila Outlaws |  |

| 23 ottobre 2016 | Olongapo Warriors | 0 – 33 | Manila Wolfpack |  |

#### 2ª giornata
| 6 novembre 2016 | Manila Wolfpack | 47 – 0 | Manila Outlaws |  |

| 6 novembre 2016 | Manila Rough Riders | 38 – 12 | Olongapo Warriors |  |

#### 3ª giornata
| 13 novembre 2016 | Manila Outlaws | 0 – 34 | Manila Rough Riders |  |

| 3 ottobre 2016 | Manila Datu | 8 – 0 | Manila Wolfpack |  |

#### 4ª giornata
| 20 novembre 2016 | Manila Rough Riders | 18 – 16 | Manila Datu |  |

| 20 novembre 2016 | Olongapo Warriors | 42 – 0 | Manila Outlaws |  |

#### 5ª giornata
| 27 novembre 2016 | Manila Wolfpack | 6 – 28 | Manila Rough Riders |  |

| 27 novembre 2016 | Manila Datu | 12 – 6 | Olongapo Warriors |  |

### Classifica
La classifica della regular season è la seguente:
- PCT = percentuale di vittorie, G = partite giocate, V = partite vinte,  P = partite perse, PF = punti fatti, PS = punti subiti

| Pos. | Squadra             | PCT   | G | V | N | P | PF  | PS  |
| ---- | ------------------- | ----- | - | - | - | - | --- | --- |
| 1    | Manila Rough Riders | 1.000 | 4 | 4 | 0 | 0 | 118 | 34  |
| 2    | Manila Datu         | .750  | 4 | 3 | 0 | 1 | 60  | 24  |
| 3    | Manila Wolfpack     | .500  | 4 | 2 | 0 | 2 | 86  | 36  |
| 4    | Olongapo Warriors   | .250  | 4 | 1 | 0 | 3 | 60  | 83  |
| 5    | Manila Outlaws      | .000  | 4 | 0 | 0 | 4 | 0   | 147 |

## Playoff

### Tabellone
|  | Semifinali | Semifinali          | Semifinali |                 |    | I Finale            | I Finale | I Finale |  |
|  |            |                     |            |                 |    |                     |          |          |  |
|  | 1          | Manila Rough Riders | 22         |                 |    |                     |          |          |  |
|  | 1          | Manila Rough Riders | 22         |                 |    |                     |          |          |  |
|  | 4          | Olongapo Warriors   | 20         |                 |    |                     |          |          |  |
|  | 4          | Olongapo Warriors   | 20         |                 | 1  | Manila Rough Riders | 22       |          |  |
|  |            |                     |            |                 | 1  | Manila Rough Riders | 22       |          |  |
|  |            |                     | 2          | Manila Wolfpack | 20 |                     |          |          |  |
|  | 2          | Manila Datu         | 2          | Manila Wolfpack | 20 | 24                  |          |          |  |
|  | 2          | Manila Datu         |            |                 |    |                     |          |          |  |
|  | 3          | Manila Wolfpack     | 28         |                 |    |                     |          |          |  |

### Semifinali
| 4 dicembre 2016 | Manila Datu | 24 – 28 | Manila Wolfpack |  |

| 4 dicembre 2016 | Manila Rough Riders | 22 – 20 | Olongapo Warriors |  |

### Finale I
| 28 gennaio 2017 | Manila Rough Riders | 22 – 20 | Manila Wolfpack |  |

## Verdetti
- Manila Rough Riders Campioni delle Filippine 2016-17